# Souterrain von Glovet
Das in den 1980er Jahren restaurierte Souterrain von Glovet liegt etwa südwestlich von Downpatrick im County Down in Nordirland. Bei Souterrains wird grundsätzlich zwischen „rock-cut“, „earth-cut“, „stone built“ und „mixed“ Souterrains unterschieden.

## Beschreibung
Der neu geschaffene Eintritt erfolgt durch einen Schacht und mittels einer Metallleiter hinunter zu einem gut erhaltenen Gang dieses „stone built“ Souterrains von etwa 1,5 m Höhe und 5,0 m Länge. Die Konstruktion aus scharfkantigen Steinen ist in gutem Zustand. Der Abzweig nach links ist ebenfalls etwa 5,0 m lang. Er wird nahe dem inneren Ende durch eine Betonwand blockiert.
Der erste Schlupf ist etwa 1,0 m lang. Er führt in einen etwa 11,0 m langen und 1,6 m hohen Gang. 
Der zweite Schlupf führt in einen etwa 14,0 m langen und 1,6 m hohen Gang in dem etwa Wasser stehen kann. Es gibt einen Belüftungsschacht. Beide Schlupfe sind etwa 1,0 m breit und 0,5 m hoch. Vor dem zweiten und dritten Schlupf muss eine etwa 50 cm hohe Wand überstiegen werden, bevor es nach unten durch ein Loch geht. 
Der dritte Schlupf führt zum Inneren Gang, der etwa 5,0 m lang und breiter ist als der Rest. Der Innere Gang bildet mit dem Rest des Souterrains eine T-Form. 